# Bryum pusillum
Bryum pusillum là một loài rêu trong họ Bryaceae. Loài này được Hedw. Dicks. ex With. mô tả khoa học đầu tiên năm 1801.